# Route nationale 8 (Tunisie)
Pour les autres articles nationaux ou selon les autres juridictions, voir Route nationale 8.
La route nationale 8 ou RN8 est un axe routier de Tunisie qui relie la capitale Tunis (au nord-est) à Bizerte (au nord).
La RN8 était appelée GP8 avant le changement de la normalisation de la numérotation des routes en Tunisie en 2000.

## Villes traversées
- Tunis
- Ariana
- Utique
- Menzel Jemil
- Zarzouna
- Bizerte